# Brunsttobelbrücke
Die Brunsttobelbrücke ist eine Straßenbrücke zwischen Doren und Krumbach in Vorarlberg und quert die Weißach bei Straßenkilometer 10,58 der Landesstraße L4.

## Geschichte

### Holzbrücke 1792
Die erste Brücke über das Brunsttobel wurde im Jahr 1792 unter der Führung des damaligen Amtmanns Johann Georg Vögel erbaut. Sie war eine eingedachte, dreijochige Holzbrücke und wies eine Gesamtlänge von 26,5 Metern auf. Sie war lediglich 1,9 Meter breit, über sehr steile Rampen erreichbar und nur mit einem Einspänner befahrbar. Im Gebälk seien die Initialen 17 M: G: M: 92 eingeschlagen gewesen. Dies steht für Meister Georg Maurer (von Riefensberg). Durch die Hochwasserkatastrophe 1910 wurde die Brücke stark beschädigt und im Rahmen des Landes-Elementar-Bauprogramms umfassend saniert. Abgerissen wurde diese Brücke am 20. Juli 1940 vom Reichsarbeitsdienst.

### Stahlträgerbrücke 1938
In den Jahren 1937 und 1938 wurde eine Stahlträgerbrücke errichtet. Sie überspannte die Weißach in 40 Metern Höhe und hatte eine Länge von 116 Metern. Die Brückenbaufirma Waagner-Biro aus Graz konstruierte den Rahmen aus gewaltigen Doppel-T-Trägern. Die Zufahrtsrampen wurden vom damaligen Straßenhilfsdienst erstellt. Die Fahrbahnbreite betrug lediglich fünf Meter. Aufgrund des Mangels infolge des Zweiten Weltkrieges konnte die Brücke lediglich provisorisch mit einem Holzbohlenbelag versehen werden. Die maximal zulässige Verkehrslast wurde deshalb auf zwölf Tonnen begrenzt. Der Holzbohlenbelag wurde vom Zimmerermeister Jodok Troy erstellt.
Die erst wenige Jahre alte Brücke zwischen Doren und Krumbach wurde am 30. April 1945 von Endsiegfanatikern der NS-Wehrmacht gesprengt. Augenzeugen berichteten, dass die Druckwelle der gewaltigen Explosion Fensterscheiben bei nahegelegenen Höfen zerstörte. Aus dem abgestürzten Schrott wurde im Jahr 1947 Baumaterial für die Brücke zwischen Langenegg und Müselbach gewonnen.

### Wiederaufbau 1948/49
Da die Verkehrsverbindung zwischen Doren und Krumbach unterbrochen war, wurde im Jahr 1948 mit dem Wiederaufbau der Brunsttobelbrücke begonnen. Die nach der Sprengung erhalten gebliebenen Pendelstützen konnten wiederverwendet und eine neue Rahmenkonstruktion aufgebracht werden. Die Fahrbahnbreite wurde auf 5,5 Meter erhöht und beidseitig auskragende Gehsteige angebracht. Die Kosten für den Wiederaufbau beliefen sich auf 900.000 Schilling und wurden zur Gänze vom Land Vorarlberg getragen. Am Sonntag, den 16. Oktober 1949 wurde die Brücke vom Krumbacher Pfarrer Gavanesch eingeweiht und dem Verkehr übergeben.

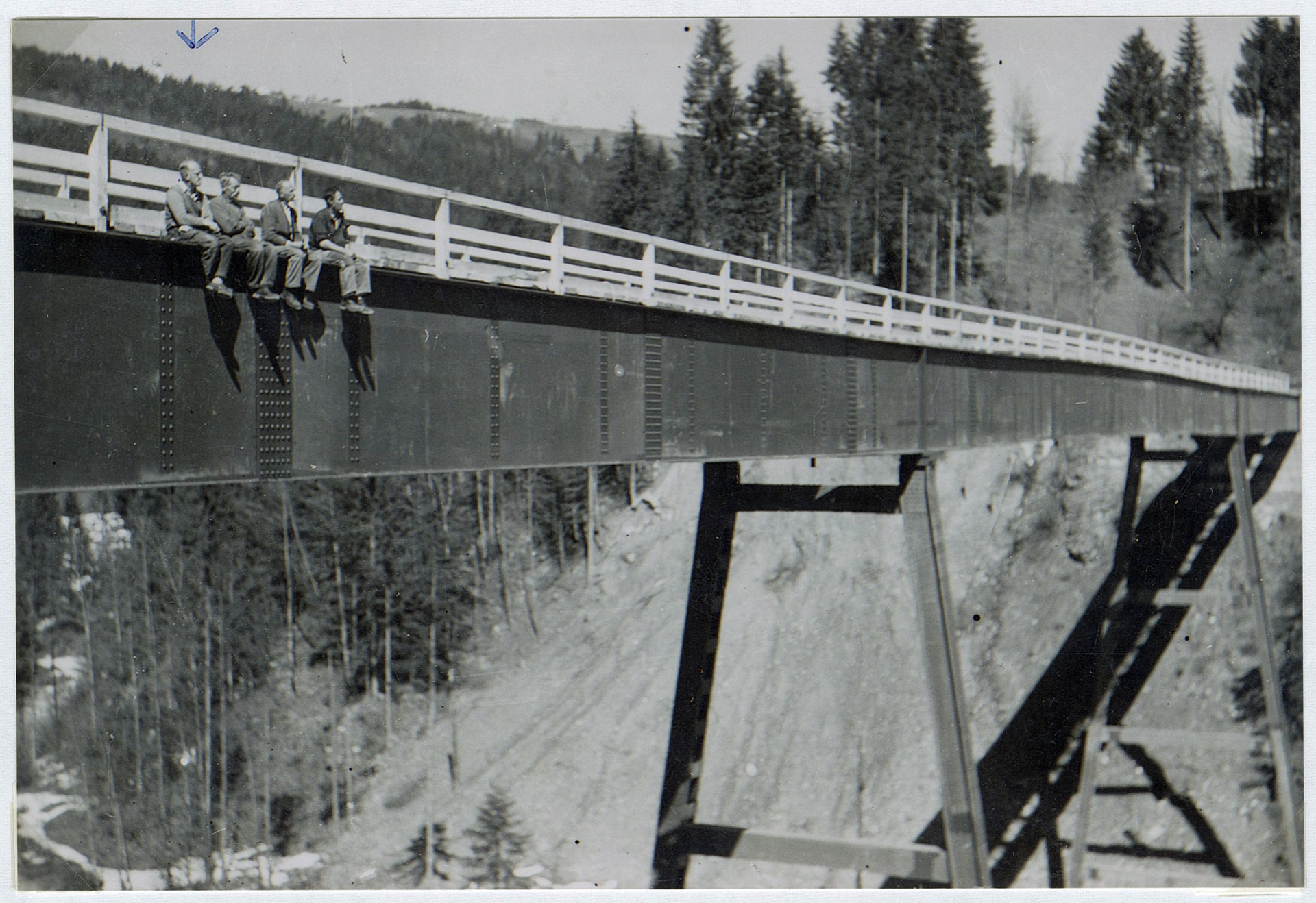
Stahlträgerbrücke über das Brunsttobel im Jahr 1938
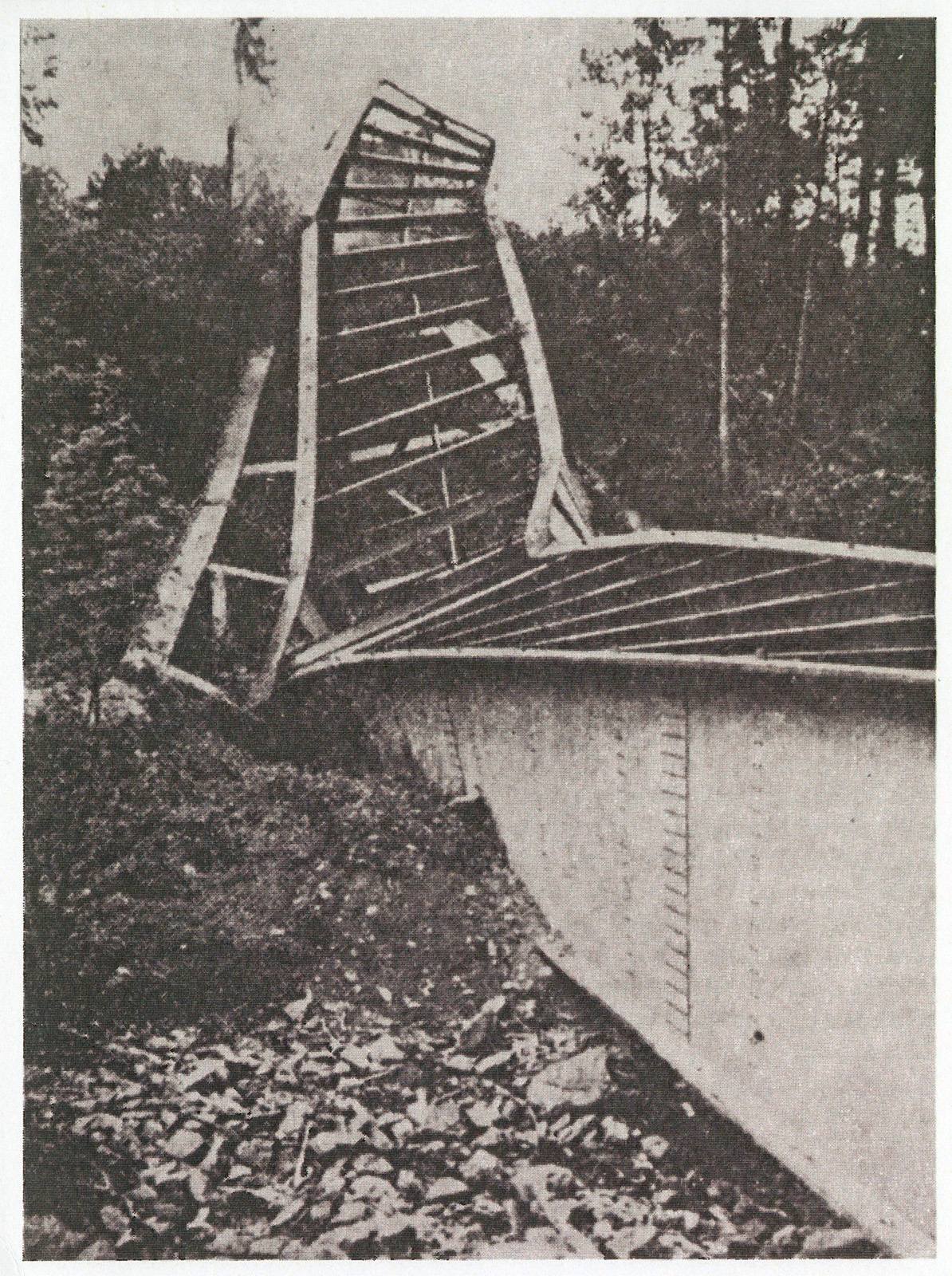
Die zerstörte Brunsttobelbrücke im Jahr 1945
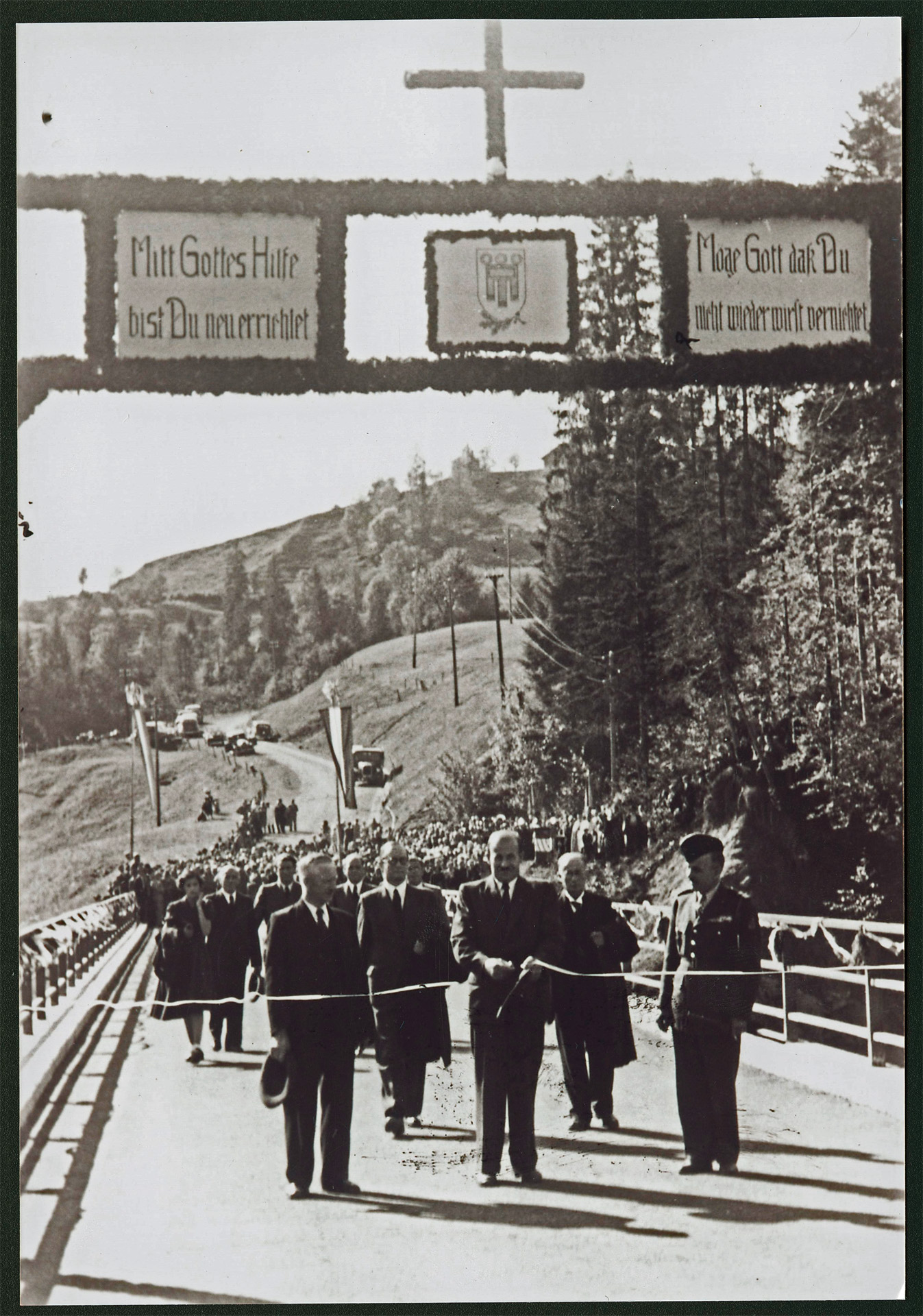
Eröffnung der Brunsttobelbrücke im Jahr 1949

## Neubau
Bei der letzten der periodischen Brückenprüfungen der alten Stahlträgerbrücke wurde ein Erhaltungszustand festgestellt, der eine Erneuerung der Brücke dringend erforderlich machte. Durch den Neubau neben dem alten Brückenbauwerk konnten die Bauarbeiten unter Verkehrsoffenhaltung durchgeführt werden. Zudem wurde die Verkehrssicherheit durch eine verbesserte Linienführung der Rampenanschlüsse wesentlich erhöht. Die neue Brunsttobelbrücke wurde vom Planungsbüro Schimetta Consult als dreifeldriges Spannbetonbauwerk entworfen. Die Spannweiten betragen 38 m, 51 m und 38 m, was eine Gesamtspannweite von 127 m ergibt. Der Tragwerksquerschnitt ist als Plattenbalken mit einer variablen Höhe von 2 m in der Feldmitte und 3,5 m an den Pfeilern mit einer Gesamtbreite von 10,5 m ausgeführt.